# Похищение сабинянок
Похище́ние саби́нянок, или саби́нская война́, — эпизод, относящийся к легендарному периоду римской истории.
Рим был заселён одними только мужчинами; соседние племена не хотели выдавать своих дочерей замуж за бедное население Рима. Тогда Ромул устроил праздник Консуалий и пригласил соседей. Те явились со своими семействами. Во время праздника римляне неожиданно бросились на безоружных и похитили у них девушек.
Возмущённые соседи начали войну. Римляне разбили латинян, напавших на Рим. Гораздо труднее была война с сабинянами, которые потеряли особенно много женщин. При помощи дочери начальника капитолийской крепости Тарпеи сабиняне завладели Капитолием. Борьба продолжалась очень долго. Сабиняне под начальством царя Тита Тация наконец одолели римлян и обратили их в бегство. Ромул взывал к богам и обещал построить храм Юпитеру Статору (Остановителю), если он остановит бегущих. В эту решительную минуту сабинские женщины, привязавшиеся уже к своим римским мужьям и имеющие от них детей, с распущенными волосами и в разорванных одеждах бросились между сражавшимися и стали умолять их прекратить битву. 
Сабиняне согласились, и был заключён вечный мир, по которому два народа соединились в одно государство под верховным главенством Тита Тация и Ромула. Римляне должны были носить, кроме своего имени, ещё сабинское название — квириты. Религия становилась общая. 
Согласно Fasti Triumphales, день примирения с сабинянами состоялся 1 марта 752 года до н. э. В память об этом событии Ромул учредил праздник Матурналий и дал женщинам много почётных прав.
Как отмечает А. П. Беликов, легенда о похищении сабинянок «раскрывает особенности римского уважительного отношения к женщинам, т. к. реально значительная часть женского населения раннего Рима появилась в нём в результате похищений и захватов во время набегов на соседей, и чтобы «чужие» женщины стали хорошими жёнами, требовалось привязать их к себе вниманием, заботой, бережным и добрым отношением. Что, в конечном счёте, и стало традиционным для римлян».